# Canale Depretis
Il canale Depretis è un canale artificiale costruito a supporto dell'agricoltura, che trae origine dalla Dora Baltea a Villareggia (TO) e termina scaricandosi nell'Elvo presso Carisio (VC).

## Percorso
Il canale nasce in sinistra idrografica della Dora Baltea tra Mazzè e Villareggia, poco a nord della frazione Gerbido di quest'ultimo.
La chiavica d'imbocco (edificio di presa), rispetto a quella del Canale Cavour, è caratterizzata da una struttura costruttiva più leggera; anche in questo caso il tetto è però ricoperto da lastre di pietra (lose).
Inizialmente si dirige verso sud, correndo a brevissima distanza dal naviglio di Ivrea, un altro importante canale irriguo della zona. Presso la frazione Rocca (comune di Villareggia), la direzione dei due corpi idrici comincia a divergere; il Canale Depretis, dopo essere entrato in provincia di Vercelli, ed essere stato scavalcato dall'autostrada Torino-Milano, compie un'ampia svolta e assume una direzione verso nord-est che manterrà quasi immutata per gran parte del proprio corso. Attraversando i territori comunali di Cigliano, Saluggia, Livorno Ferraris e Bianzè serve un'ampia area dove predomina la risicoltura; lambito poi il comune di Borgo d'Ale tra Tronzano Vercellese e Santhià  transita in una campagna dove prevalgono invece colture irrigate per scorrimento.
In comune di Tronzano, il canale interseca il corso del Naviglio di Ivrea con l'importante nodo idraulico della Restituzione.
A nord di Santhià con una marcata deviazione prende a dirigersi verso est ed infine, puntando verso nord, attraversa le risaie del comune di Carisio e termina il proprio corso nell'Elvo a quota 177, notevolmente ridotto di portata.

## Storia

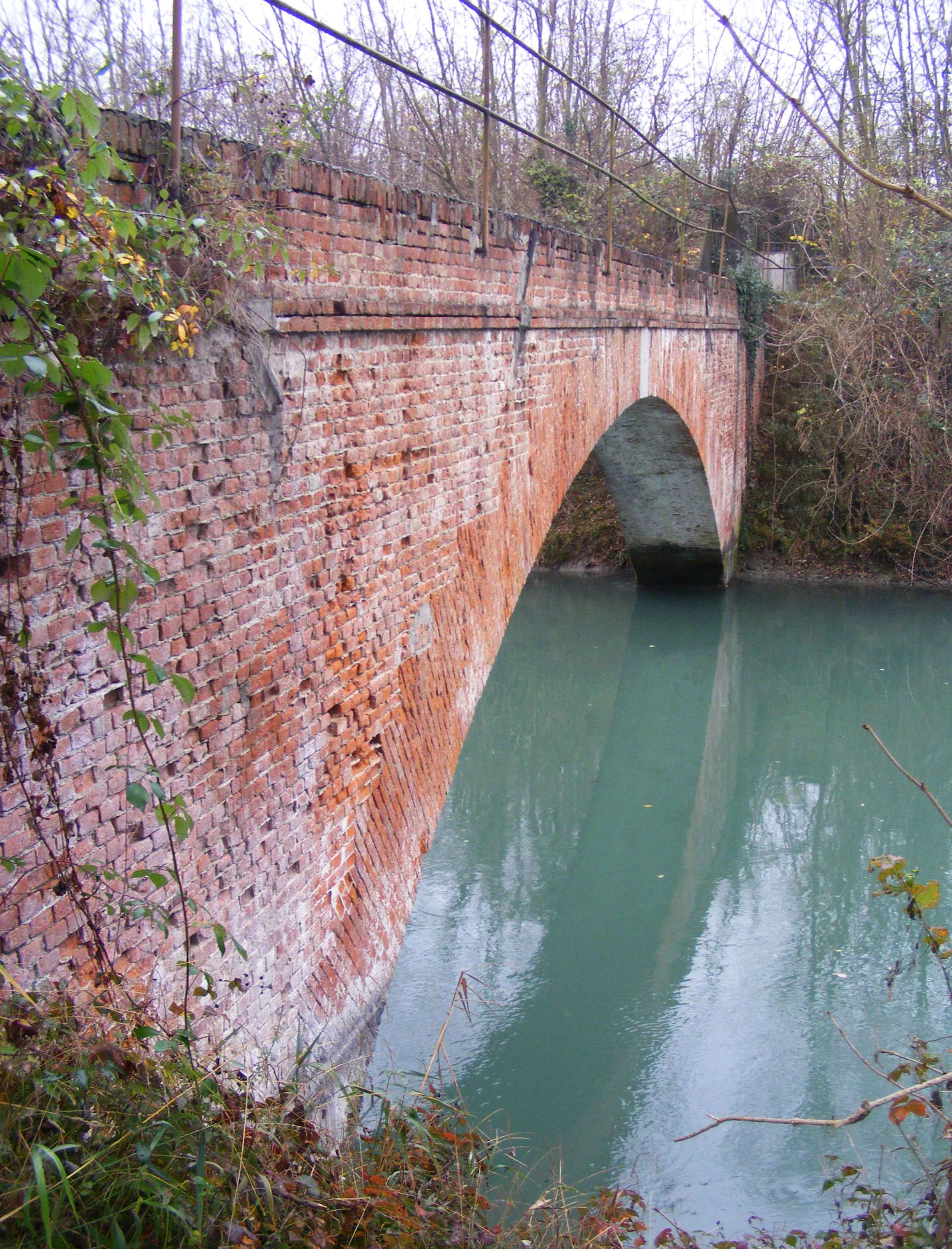
Un ponte pedonale sul canale nei pressi di Rocca (Villareggia)

Il canale fu costruito grazie ad una prima campagna di lavori che terminò nel 1785 e fu in origine chiamato canale di Cigliano.
Il vecchio progetto, mai attuato, ne prevedeva il prolungamento fino al Sesia in modo da fornire l'acqua necessaria all'irrigazione dell'alta pianura vercellese (Baraggia).
Su progetto dell'ingegnere Carlo Noè, a partire dal 1859 il canale fu invece ampliato e nel 1887 assunse l'attuale denominazione in onore del politico Agostino Depretis, otto volte Presidente del Consiglio dei ministri del Regno d'Italia, scomparso nello stesso anno.

Con la costruzione del canale Depretis iniziò la gestione collettiva dell'irrigazione della pianura vercellese.

La sua importanza per il territorio circostante crebbe poi nel tempo anche a causa delle numerose derivazioni di cui fu oggetto quali il naviletto di Saluggia o il canale Vanoni, costruito quest'ultimo nel 1958 per servire la pianura al confine tra Biellese e Vercellese.